# Dwarf Records (België)
Dwarf Records was een Belgisch platenlabel, dat jazz en blues uitbracht. Het werd rond 1974 opgericht door de musicus Karel Bogard, toentertijd actief in onder meer de jazzrock-groep Kandahar. Op het label kwamen albums uit van deze groep, alsook muziek van Tjens Couter, Waso Quartet, The Full Moon Trio en Yvan Guilini. Het label was actief tot ongeveer 1976.